# 須賀川信用金庫
須賀川信用金庫（すかがわしんようきんこ、英語：Sukagawa Shinkin Bank）は、福島県須賀川市に本店を置く信用金庫である。キャッチフレーズは、いつもあなたの「ふれあいバンク」である。
本店のある須賀川市の他、鏡石町、石川町、玉川村の指定金融機関に指定されている。福島県のすべての信用金庫では、セブン銀行（片乗り入れ）・イオン銀行としているが、当金庫では新銀行東京には提携していない。

## 沿革
- 1914年（大正3年）10月5日 - 産業組合法に基づく、有限責任須賀川信用組合を設立する。
- 1943年（昭和18年）8月 - 市街地信用組合法に基づく、須賀川信用組合に改組する。
- 1950年（昭和25年）4月 - 中小企業協同組合法に基づき、改組する。
- 1951年（昭和26年）10月 - 信用金庫法に基づき、須賀川信用金庫となる。
- 2011年（平成23年）3月11日 - 東日本大震災により本店が被災する。一時上町支店で業務を代行していたが、同年4月18日には、本店の向かいに仮設の本店営業部を開設した[1]。
- 2017年（平成29年）5月 改築された須賀川市役所内に、須賀川市役所支店を新設。

## totoの払い戻し店
スポーツ振興くじ (toto) 当選券の払い戻し店は、須賀川市宮先町の本店のみで取り扱う。

## 関連会社
- すしんビジネスサービス株式会社